# السوق السوداء (فلم)
السوق السوداء فيلم مصري من إنتاج عام 1945.

## قصة الفيلم
في حارة من حارات القاهرة القديمة أثناء الحرب العالمية الثانية 1943 يتبادل حامد الحب مع نجية ويستعدان للزواج .. سيد البقال يقنع أبو محمود والد نجية بالتجارة في السوق السوداء فيتصدى حامد لهما مع الأسطى هاشم الحلاق الذي يرى ضرورة إبلاغ الشرطة. يوافق أبو محمود على زواج نجيه من سيد وترفض نجية..... يحتفل الجميع بزواج حسن (عبيط الحارة) الذي عرف بالصدفة مكان المخازن السرية لتجار السوق السوداء .. سيد يقتل حسن ويهرب ويدخل أهل الحارة معركة مع إبلاغ سيد وأبو محمود ويقتحمون المخازن.

## بطولة
- عقيلة راتب
- عماد حمدي
- زكي رستم
- عبد الفتاح القصري
- شرفنطح
- محمد توفيق
- فردوس حسن
- ثريا حلمي
- ثريا فخري
- السيد بدير
- عبد الحميد زكي
- حسن كامل
- فؤاد جعفر
- عبد المجيد شكري
- عبد المنعم إسماعيل

## روابط خارجية
- مقالات تستعمل روابط فنية بلا صلة مع ويكي بيانات